# Changaj
Changaj albo Góry Changajskie (mong. Хангайн нуруу, Changajn nuruu) – pasmo górskie w środkowej Mongolii, na zachód od Ułan Bator. 
Długość pasma 700 km, najwyższy szczyt Otgontenger uul o wysokości 3905 m n.p.m. Średnia wysokość pasma: 2500 - 3000 m n.p.m. Zbudowane ze skał paleozoicznych. Częściowo pokryte lasami (tajga), w których głównym drzewem jest modrzew. Znaczny udział urodzajnych stepów, dlatego powszechna jest tu hodowla bydła i owiec. W Changaju znajdują się źródła Orchon gol i Dzawchan gol.